# Boma flygplats
Boma flygplats var en statlig flygplats vid staden Boma i Kongo-Kinshasa. Den låg i provinsen Kongo-Central, i den västra delen av landet, 300 km sydväst om huvudstaden Kinshasa. Den ersattes 2016 av Boma-Lukandu flygplats.
Boma flygplats låg 7 meter över havet. IATA-koden var BOA och ICAO-koden FZAJ. Boma flygplats hade 1 362 starter och landningar, samtliga inrikes, med totalt 3 333 passagerare, 14 ton inkommande frakt och 10 ton utgående frakt 2015.